# Micropsectra atitlanensis
Micropsectra atitlanensis е насекомо от разред Двукрили (Diptera), семейство Хирономидни (Chironomidae). Ендемичен е в Гватемала.